# Randy McKean
Randy McKean ist ein US-amerikanischer Jazz-Musiker (Bassklarinette, Altsaxophon) und Komponist.
Randy McKean studierte Jazz am Coe College, u. a. bei Paul Smoker, wo er den Bachelor erwarb, danach schloss er seine Studien mit dem Master of Arts in Komposition am Mills College ab, wo er bei Anthony Braxton, David Rosenboom und Maggi Payne studierte.
Er arbeitete dann mit den Rockband Poi Dog Pondering sowie mit David Rice und Teratoma; 1990 spielte er in der Band von Fred Lonberg-Holm (Theory of Motion). Anfang der 1990er Jahre war McKean Mitglied von Anthony Braxtons Tri-Centric Orchestra (zu hören auf Braxtons Black-Saint-Album Four (Ensemble) Compositions von 1992) und ging mit James Feis Altsaxophon-Quartett auf eine Taiwan-Tournee. Er arbeitete außerdem in der Nevada County Composers Cooperative, im Avant-Folk Duo Sawbones mit der Violinistin Maxima Kahn sowie im Duo Off Center mit dem Gitarristen David Dvorin. Er arbeitete außerdem mit Gregg Bendian, Don Byron, Mark Dresser, Kevin Norton, Gino Robair und Herb Robertson. 1991 entstand sein erstes Album unter eigenem Namen auf dem Label Rastascan, So Dig This Big Crux, an dem Paul Smoker, Drew Gress und Phil Haynes mitwirkten. Mit dem Great Circle Saxophone Quartet nahm er noch das Album Child King Dictator Fool (New World) auf.
Mckean lebte und arbeitete in der San Francisco Bay Area und in New York City; er lebt inzwischen in Grass Valley (Kalifornien).